# Чжуан-цзы (книга)
Эта статья о книге. О философе Чжуан-цзы: см. Чжуан-цзы

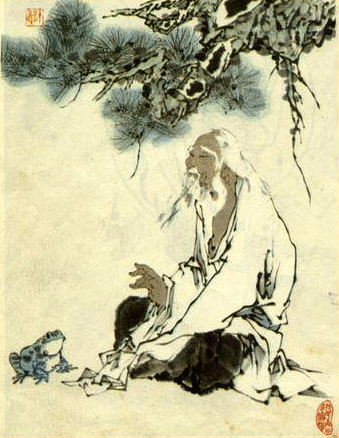
Чжуан-цзы — китайский философ эпохи Сражающихся царств

Чжуан-цзы (кит. 莊子) — даосская книга притч, написанная в конце периода Сражающихся царств, приблизительно в 300 г. до н. э. и названная по имени автора. Наряду с Дао дэ цзином является основополагающим текстом даосизма.

## Описание
Текст представляет собой собрание притч и коротких рассказов из разных источников. «Чжуан-цзы» состоит из трех частей: «внутренней» («нэй пянь», кит. 內篇, первые семь глав), «внешней» («вай пянь», кит. 外篇, 15 глав) и «смешанной» («цза пянь», кит. 雜篇, заключительные 11 глав). Первые семь частей (внутренняя часть), как считает традиция, написаны самим Чжуан-цзы, а последующие части — его учениками и философами, исповедовавшими родственные взгляды. Некоторые главы, например глава 33 «Тянь ся» («Поднебесная»), вероятно, написаны уже на рубеже нашей эры. Проверить подлинность авторства Чжуан-цзы трудно. Практически все издания Чжуан-цзы сопровождаются комментариями Го Сяна, собравшего книгу из 33 глав в III веке. Сам Го Сян писал, что занимался выборкой самого главного из речей Чжуан-цзы, и не исключено, что его издание связано с серьёзной переработкой основного текста. Согласно «Хань шу» (I век), «Чжуан-цзы» состоит из 50 глав, тогда как в версии Го Сяна их только 33. Вариант Го Сяна — единственный полный, однако сохранилось ещё немало фрагментов, не вошедших в текст Го Сяна.
Главы внутренней части имеют сходную грамматику и связаны по содержанию, и есть основания предполагать, что они были написаны одним автором. Хотя традиция считает Чжуан-цзы даосом, в этих семи внутренних частях меньше всего говорится о даосизме.
Книга Чжуан-цзы стала особенно известна во время правления императора Сюань-цзуна династии Тан. Тогда книга получила титул «Наньхуа чжэньцзин» (кит. 南華真經), что означает «истинные классические трактаты из Южного Китая».

## Философия «Чжуан-цзы»
Принято считать «Чжуан-цзы» одной из главных книг в философии даосизма, а ее автора — Чжуан Чжоу — одним из родоначальников. «Чжуан-цзы» — общефилософская книга. В форме иносказаний, своеобразных притч, она дает ответы как на онтологические, так и на этические и гносеологические вопросы философии.

### Онтология «Чжуан-цзы»
Особым бытийным принципом, выведенным в «Чжуан-цзы», является концепция «Небесной пружины» («тянь цзи», кит. 天機). «Небесная пружина» — некий двигатель, имманентное природное свойства вещей, по которому живут и движутся все живые существа: «Мною же движет Небесная Пружина во мне, а как я передвигаюсь, мне и самой неведомо» («Чжуан-цзы». Пер. В. В. Малявина).
Основными свойствами, которыми обладает бытие, по «Чжуан-цзы» являются пустота и покой, бесформенность и недеяние. Они — «корень всех вещей», «…пустота и покой, отсутствие образов и деяний — вот основа Неба и Земли, предел Пути и его жизненных свойств».
Ключевым понятием в «Чжуан-цзы» является «Путь» («дао», кит. 道). Именно «Путь» выступает первопричиной Вселенной, творит «Небо и Землю», проницает собой весь видимый нами мир, одухотворяет его, наделяет его сутью.
«Путь» обладает самодостаточностью. В остальном же в «Чжуан-цзы» «Путь» как первооснова Вселенной определяется апофатически: он бездеятелен, бестелесен и бесформенен, «…он выше верхнего края вселенной, а не высок. Он ниже нижнего края вселенной, а не низок. Он родился прежде Земли, а век его не долгий. Он старше самой седой древности, а возраст его не старый».
«Путь» имманентен миру, более того, он присутствует во всем, даже самом низшем и самом малом. И «нет такого места, где бы его не было».
Однако же о самом «Пути» нельзя ничего сказать, нельзя его увидеть, нельзя и услышать, его можно только постичь.
В основе бытия, по «Чжуан-цзы», лежит сменяемость и непостоянство вещей: «Все сущее сменяет друг друга в неисчерпаемом многообразии, и каждая вещь возвращается к истоку». Подобный взгляд на мир, на его бесконечное превращение роднит философию «Чжуан-цзы» с буддизмом, в данном случае можно провести параллели с буддистской доктриной «анитья».
Ведущей онтологической концепцией в «Чжуан-цзы» является «вещащий вещи», «творец» («цзао у чжэ», кит. 造物者) и «великий плавильщик» («да е», кит. «大冶».). Судя по контексту, речь идет об одной сущности; нельзя отрицать того, что «вещащий вещи» является одной из «ипостасей» «Пути». На это указывает то, что «вещащий вещи» раскрывается в тексте, как и «Путь», «апофатически». Относительно «вещащего вещи» сказано, что: «…Он губит все вещи, а не жесток; одаривает милостью тысячи поколений, а не добр; он старше самой седой древности, а не стар; обнимает собой Небо и Землю, высекает все формы, а не искусен…».
Судя по контексту, «вещащий вещи» не является отдельным лицом и, потому, перевод данного термина как «творец» не вполне правомерен. «Вещащий вещи», как и «великий плавильщик», — природный принцип бесконечного изменения вещей. Вещи, по «Чжуан-цзы», не создаются и даже не рождаются кем-то, но сами в себе имеют зарождение и изменение: «… Небо ничего не рождает, а вещи превращаются, Земля ничего не растит, а вещи вызревают, державный владыка ничего не делает, а в мире все свершается».
Данный принцип в тексте уподоблен «великому плавильщику», «небо и земля» плавильному котлу. Все вещи постоянно «переплавляются» великим плавильщиком: люди рождаются, умирают, заболевают и становятся калеками, и все этой происходит вне зависимости от их воли, но по воле «великого плавильщика». В «Чжуан-цзы» содержится множество указаний на подобного рода превращения, которые, порой, могут принимать совершенно причудливый характер: «Спина его вздыбилась так, что внутренности оказались наверху, лицо ушло в живот, плечи поднялись выше темени, шейные позвонки словно устремились в небеса».
Концепция «вещащего вещи» тесно связана с концепцией судьбы. Судьба человека в философской системе «Чжуан-цзы» полностью подчиняется «превращению вещей». Именно «превращение вещей» определяет жизнь человека и его смерть.
Чжуан-цзы отвергает мысль о загробной жизни, концепцию индивидуального бессмертия. Однажды получив тело, человек живет с ним всю жизнь, со смертью тела, исчезает и сознание. Однако вместе с тем в «Чжуан-цзы» есть свидетельства о дальнейшем «перерождении» человека: свершив свой земной путь, человек засыпает глубоким сном, а «вернувшись к началу», вновь пробуждается, что указывает на двойственный характер бытия человека. В «Чжуан-цзы» проводится разграничение между бытием человека как отдельной личности, обладающей человеческим телом и человеческим сознанием, так и бытием человека, как бесконечно переплавляемого «металла». Если в первом случае человек, отжив положенный ему срок, умирает полностью, исчезает как его сознание, так и тело, то во втором как часть «металла», из которого «великий плавильщик» бесконечно переливает «всю тьму вещей», человек бесконечно перерождается (не обязательно в человеческом облике и с человеческим сознанием) и, таким образом, живет вечно.

### Гносеология «Чжуан-цзы»
«Чжуан-цзы» является памятником китайского агностицизма. В книге содержится множество указаний на непознаваемость действительности, природного замысла. Согласно «Чжуан-цзы», мы даже не можем в точности знать, откуда приходят к нам наши мысли. Природный замысел, в полной мере не доступный человеку, Чжуан-цзы сравнивает с «подлинным господином», чьих «примет» мы не можем различить.
Познание человеком природы затруднено потому, что всякий познаваемый феномен по сути своей амбивалентен и содержит в себе свою противоположность: «в каждом определении есть нечто неопределяемое, в каждом доказательстве есть нечто недоказуемое», «„истинное“ есть так же „неистинное“, правильное — это также „неправильное“».
Полное познание действительности невозможно и потому, что для познания действительности недостаточно той системы восприятия, которой обладает человек: «образов и цветов, имен и звуков недостаточно для того, чтобы понять природу другого». Сам объект познания (в данном случае все вещи вообще) — бесконечен, человеческие же возможности, как и сам человек конечны: «наша жизнь имеет предел, а знанию предела нет. Имея предел, гнаться за беспредельным гибельно». Беспредельность познаваемого Чжуан-цзы называет неисчерпаемой «Небесной кладовой».
Те же знания, которыми человек обладает, из-за сменяемости и превращения вещей по своей сути сугубо субъективны и не могут претендовать на исключительную истинность. В книге приводится известная притча о Чжуан Чжоу, которому приснилось, что он бабочка. По пробуждении ото сна Чжуан Чжоу не знает, Чжуан Чжоу ли он, которому приснилась бабочка, или бабочка, которой снится, что она Чжуан Чжоу. В этом смысле знание, добытое человеком или ему присущее, есть некоторый привычный взгляд на действительность, который вовсе не обязательно истинен: «ведь даже когда мы говорим себе: „вот я“, можем ли мы быть уверены в том, что именуемое нами самое „я“ в действительности таковым не является? Во сне мы видим себя птицей и взмываем в поднебесье, а то вдруг видим себя рыбой и погружаемся в пучину вод. И никто не знает, спит или бодрствует тот, кто сейчас говорит эти слова».
Непознаваемость природных начал, природного замыла, по «Чжуан-цзы», делает бессмысленными и большинство человеческих рассуждений и предрассудков. Пока не ясна природа истины и природа лжи, мы не можем о них в полной мере рассуждать. Если же мы будем рассуждать о чем либо в категориях истины и лжи, не зная природы вещей, то по «Чжуан-цзы» будем делать «несуществующее» «существующим».
В данном случае Чжуан-цзы выступает против софистов, утверждая, что истина не может родиться из рассуждения и спора. В противовес софистическим спорам, мудрец придерживается акаталепсии в отношении вещей: «то, что пребывает за пределами мироздания мудрый принимает, а о том не ведет речей. О том, что пребывает в пределах мироздания, мудрый говорит, но не выносит суждений…».
Люди часто делают различие на «то» и «это», зная только то, что им доступно, и совершенно не ведая другого. Мудрец не различает «то» и «это», а видит вещь как часть единого в «свете Небес». Все вещи, их противоположности, становятся сами собой, когда им дается имя. Однако разделение на «то» и «это» в своей сути ложно, расчерчивание границ между вещами не приводит человека к познанию вещей, но лишь отдаляет от этого. Изначально слова не имеют установленного смысла, конкретного значения, и вещи, которым мы даем имя, не имеют границ между собой. Только когда человек придумает название вещи, вещь становится «этим», появляются разграничения. Но чтобы видеть мир таким, какой он есть, и достичь мудрости, «разграничения» не нужны. Мудрость не рождается в споре об истинности или ложности, она приходит в отсутствии разграничений на истинность и ложность, бытие и небытие и т. д. Мудрец смотрит на вещи исходя из их сходства, тем самым обозревая мир как нечто единое.
По «Чжуан-цзы», несмотря на то, что мир в сущности своей непознаваем, человек может обрести мудрость через согласие с волей Неба. Знание, доступное и полезное для человека, воплощается в жизни, прожитой в согласии с природой: «прожить до конца срок, уготованный Небом, и не погибнуть на полпути — вот торжество знания». Вершина знания — «постижение действий небесного и действий человеческого». Мудрость заключается в постижении основных свойств бытия (пустоты, покоя, бесформенности и недеяния), «мудрый пустотой и покоем овладевает Небом и Землей, постигает природу всех вещей».
Знание полезное и возможное для человека, по «Чжуан-цзы», является прежде всего некой практической необходимостью: «знание — это умение соответствовать обстоятельствам».
Чжуан-цзы, подобно философу Гераклиту, стоит на том, что «многознание уму не научает». Излишек знаний в некоторых областях может быть губителен как для природы, так и для человека: «Если мы знаем чересчур много о крючках и гарпунах, вершах и неводах, то не будет порядка среди рыб в глубине вод. Когда слишком много знают о ямах и капканах, пиках и рогатинах, то не будет порядка среди зверей в лесной чаще. Когда слишком много судят о „твердости“ и „белизне“, „подобии“ и „различии“ обыкновенные люди пребывают в замешательстве. Поэтому всякий раз, когда в Поднебесной начинается великая смута, вина лежит на любителях знания».

### Этика «Чжуан-цзы»
В этическом плане «Чжуану-цзы» противопоставляет себя главной философской школе той эпохи — конфуцианству. Если морально основой для конфуцианцев всегда оставался долг, человечность и ритуал, а этическим идеалом — «совершенномудрые», то Чжуан-цзы выступает против почитания ритуала и долга, как несвойственных человеку по природе. Чжуан-цзы настаивает на том, что человек должен следовать себе, своим природным склонностям, а не внешне навязанным ценностям и ритуалам: «… кланяться и сгибаться согласно этикету, восхвалять человечность и долг, желая успокоить сердца людей, — значит отказываться от постоянства в себе». Соответственно и конфуцианский идеал «совершенномудрых» Чжуан-цзы отвергает: «Разбить Путь и его свойства для того, чтобы насадить человечность и долг, — вот прегрешение „прославленных мудрецов“».
«Чжуан-цзы» предлагает диаметрально иной взгляд на мораль, отличный от конфуцианского. Изначально может показаться, что в «Чжуан-цзы» имеет место полный нигилизм, так как все же конфуцианский взгляд на мораль, на ее основы, был тогда доминирующим.
На самом же деле этические вопросы являются главными в философии «Чжуан-цзы». Остальные аспекты, как онтологический, так и гносеологический, скорее являются подспорьем для выражения этических концепций. Этический аспект философии «Чжуан-цзы» вытекает из ее онтологических основ, вследствие чего мы можем сказать, что этика «Чжуан-цзы» не столько «нигилистична», сколько «натуралистична».
В этическом плане Чжуан-цзы противопоставляет «прославленных мудрых» (тех, кого в то время принято было почитать за мудрецов) «истинномудрым». «Истинномудрыми» являются не те мудрецы, что оставили после себя многие писания, или построили успешную карьеру при дворе. «Истинномудрым» может быть и повар, который режет мясо так, что его единственный нож не тупится уже десятки лет, «истинномудрый» также и тот разбойник, что искусен в своем деле. Всех этих простых людей объединяет одно: знание своего «Пути».
«Путь» является не только онтологической, но и этической концепцией. «Путь» не только есть начало всех вещей, но и некоторая сила, что наделяет сутью все вещи. В этом плане «Путь» вполне сравним с аристотелевской «энтелехией». «Путь» вполне постижим человеком, «Путь» является и той силой, которую человек может употребить себе на пользу.
«Путь» отличает этическая амбивалентность. Так как «Путь» не подчиняется человеческим взглядам на мораль, он покровительствует как хорошим людям, так и плохим, он есть как у добрых людей, так и у разбойников, и каждый, кто ему следует, обязательно добивается успеха в своем деле и реализует природный потенциал вещей.
Относительно человеческой личности Чжуан-цзы предлагает иные этические идеалы — беспристрастие и автаркию, независимость от внешнего, от вещей: «отбросьте человечность и долг — и жизненные силы в Поднебесной наконец будут едины в своей сокровенной глубине. Если люди будут полагаться только на свое зрение, в мире не останется ослепленных вещами. Если люди будут полагаться только на свой слух, в мире не останется увлеченных делами. Если люди будут полагаться только на свои жизненные свойства, в мире не останется пристрастных».
Любовь к красоте мира, к красоте его звучания, любовь к человечности, любовь к долгу, ритуалу, подражание мудрым, любовь к знанию — по «Чжуан- цзы» являются ложными добродетелями. За «истинную добродетель» Чжуан-цзы почитает простоту, подобную простоте древних, которые умели довольствоваться малым, не соблазнялись соседским богатством, не заискивали и не пресмыкались перед вышестоящими.
Подобная простота прежде всего связана с принятием своей природы и судьбы. Потому, нужно отметить еще одну этическую концепцию — концепцию «недеяния» («у-вэй», кит. 無為).
«У-вэй» — это своеобразный принцип пассивного созерцания, невмешательства. Его принято переводить на русский язык как «недеяние» или «неделание».
Философский локус в Древнем Китае был сфокусирован прежде всего на социально-политическое развитии, ведущие философские школы представляли свои предложения для «процветания Поднебесной». В «Чжуан-цзы» «недеяние» выступает наиболее целесообразной политической доктриной. Тут раскрывается некоторая парадоксальность. Если конфуцианство видело успешного правителя обладателем пяти постоянств («у чан», кит. 五常), легизм видел процветание государства в грамотно составленной системе поощрений и наказаний, то главной задачей правителя, по «Чжуан-цзы», является «Недеяние». Желание урегулировать природу, отношения между людьми, либо их исправить, лишь мешают естественному ходу вещей. «Поднебесному миру нужно позволить быть таким, каков он есть». Правитель, тем самым, не должен думать о том как правильнее управлять Поднебесной, но заботиться о себе больше, чем о государстве, обрести «покой в своей природе и судьбе». Только следуя «естеству всех вещей», не имея личных амбиций правитель может привести государство в порядок.
Для человека же «недеяние» — есть путь к истинному счастью: «Высшее счастье — это сама жизнь, и только недеяние позволяет достичь его».

## Переводы
Текст Чжуан-цзы переводился многократно на разные языки, в том числе трижды на русский: Позднеевой, Малявиным, Виногродским.

## Отражение в языке
В китайском языке есть чэнъюй «богомол ногами пытается остановить колесницу» (кит. 螳臂当车), образное выражение для обозначения неправильной оценки своих сил, попытки делать невозможное, неизбежно приводящей к неудаче. Он происходит из главы «Среди людей» (кит. 人间世) книги «Чжуан-цзы», где рассказывалась соответствующая история.
Метафорой верности своему слову стало в китайском языке выражение «[умереть] обхватив сваю [моста]» (кит. 抱柱) из главы «Разбойник Чжи» (кит. 盗跖) книги «Чжуан-цзы», где повествуется, как мужчина по имени Вэй Шэн, пришедший на свидание с любимой к мосту, несмотря на прибывающую воду, не покинул назначенного места и утонул, не дождавшись милой сердцу. Пример использования метафоры встречается в «Чанганьских мотивах» Ли Бо, в монологе тоскующей по мужу девушки: «Да буду я вечно хранить завет // Обнимающего устой» (кит. 常存抱柱信).